# Tour del Llemosí 2015
El Tour del Llemosí 2015, 48a edició del Tour del Llemosí, es disputà entre el 18 i el 21 d'agost de 2015 sobre un recorregut de 716 km repartits quatre etapes. L'inici i final de la cursa fou a Llemotges. La cursa formà part del calendari de l'UCI Europa Tour 2015, amb una categoria 2.1.
El vencedor final fou l'italià Sonny Colbrelli (Bardiani CSF), amb el mateix temps que Jesús Herrada (Movistar Team) i gràcies a les bonificacions obtingudes en la darrera etapa. Completà el podi el francès Rudy Molard (Cofidis). En les classificacions secundàries Baptiste Planckaert (Roubaix Lille Métropole) guanyà la classificació dels punts, Romain Combaud (Armée de Terre) la muntanya, Colbrelli els joves i el Roubaix Lille Métropole la classificació per equips.

## Equips
L'organització convidà a prendre part en la cursa a tres equips World Tour, onze equips continentals professionals i cinc equips continentals:
- equips World Tour: AG2R La Mondiale, FDJ, Movistar Team
- equips continentals professionals: Bardiani CSF, Bretagne-Séché Environnement, Caja Rural-Seguros RGA, CCC Sprandi Polkowice, Cofidis, Team Europcar, Roompot Oranje Peloton, Southeast, Topsport Vlaanderen-Baloise, Nippo-Vini Fantini, Wanty-Groupe Gobert
- equips continentals: Armée de Terre, Auber 93, Marseille 13 KTM, Roth-Škoda, Roubaix Lille Métropole

## Etapes
| Etapa | Data       | Recorregut                            |             | Km  | Vencedor d'etapa         | Líder de la general   | Ref.  |
| ----- | ---------- | ------------------------------------- | ----------- | --- | ------------------------ | --------------------- | ----- |
| 1a    | 18 d'agost | Llemotges - Sent Iriès                | Etapa plana | 176 | Sonny Colbrelli (ITA)    | Sonny Colbrelli (ITA) | [ 1 ] |
| 2a    | 19 d'agost | Arnac e Pompador - Liçac              | Etapa plana | 189 | Jesús Herrada (ESP)      | Jesús Herrada (ESP)   | [ 2 ] |
| 3a    | 20 d'agost | Sent Desier de las Reinas - Aigurande | Etapa plana | 186 | Rudy Molard (FRA)        | Jesús Herrada (ESP)   | [ 3 ] |
| 4a    | 21 d'agost | Aissa - Llemotges                     | Etapa plana | 165 | Maurits Lammertink (NED) | Sonny Colbrelli (ITA) | [ 4 ] |

## Classificació final
|    | Ciclista                  | Equip                        | Temps       |
| -- | ------------------------- | ---------------------------- | ----------- |
| 1  | Sonny Colbrelli (ITA)     | Bardiani CSF                 | 17h 55' 41" |
| 2  | Jesús Herrada (ESP)       | Movistar Team                | m. t.       |
| 3  | Rudy Molard (FRA)         | Cofidis                      | 2"          |
| 4  | Florian Vachon (FRA)      | Bretagne-Séché Environnement | + 7"        |
| 5  | Maurits Lammertink (NED)  | Roompot Oranje Peloton       | + 11"       |
| 6  | Nicolas Edet (FRA)        | Cofidis                      | + 13"       |
| 7  | Andrea Pasqualon (ITA)    | Roth-Škoda                   | + 14"       |
| 8  | Thomas Sprengers (BEL)    | Topsport Vlaanderen-Baloise  | + 14"       |
| 9  | Guillaume Bonnafond (FRA) | AG2R La Mondiale             | + 14"       |
| 10 | Davide Rebellin (ITA)     | CCC Sprandi Polkowice        | + 16"       |